# Cannibal Holocaust
Cannibal Holocaust (dansk: Kannibalmassakren) er en italiensk exploitation-film fra 1980. Filmen er berygtet og berømt for, både ved sin udgivelse og den dag i dag, at skabe voldsom forargelse over bl.a. rigtige drab på dyr og vedvarende rygter om at skuespillere blev myrdet under optagelserne. Filmen er instrueret af Ruggero Deodato.

## Handling
Filmen omhandler en amerikansk antropolog, Harold Monroe, der vil opklare mysteriet om fire forsvundne unge filmskabere der var taget til Amazonjunglen for at lave en dokumentarfilm om primitive stammefolk. Ledsaget af et par hensynsløse guider finder Monroe frem til gruppens filmruller, men uden spor af filmskaberne selv. Da Monroe og hans kollegaer vender tilbage til New York City for at gennemse filmrullerne, opdager de den rædsel som de unge filmskabere, i deres forsøg på at lave en dramatisk dokumentar, udsatte de indfødte for, såsom mord og voldtægt.

## Skandaler

### Snuff-film anklager
Ti dage efter Cannibal Holocaust premieren i Milano blev filmen konfiskeret og Ruggero Deodato dømt for uanstændighed. I 1981 udgav det franske porno- og fotomagasin 'Photo' en artikel der anklagede Deodato for at have inkluderet ægte mord i filmen, hvilket ville gøre den til en snuff-film og derfor ulovlig. Efter artiklens publicering blev Deodatos dom ændret til at inkludere mord, da retten troede at mordene i filmen var ægte og begået for at blive filmet. Deodato beviste hans uskyld ved at kontakte de skuespillere, hvis mord han var anklaget for, og ved at demonstrere de specialeffekts der blev brugt til at simulere mordene i filmen. 